# العائلة: الرابطة التي لا تنكسر
العائلة: الرابطة التي لا تنكسر (بالكورية: 패밀리)؛ هو مسلسل تلفزيوني كوري جنوبي، من بطولة جانغ هيوك، جانغ نارا، تشاي جونغ آن وكيم نام هي. عرض على قناة تي في ان في 17 أبريل 23 مايو 2023، بث كل يوم الإثنين والثلاثاء الساعة 20:50 (KST). كما أنه متاح على ديزني + في مناطق مختارة.

## القصة
يحكي المسلسل قصة كوون دو هون (جانغ هيوك)، وهو عميل خفي من NIS متنكر في هيئة موظف مكتب عادي وكانغ يو را (جانغ نا را)، وهي زوجة جميلة وشرسة، تحلم بأن يكون لديها عائلة مثالية.

## طاقم

### رئيسي
- جانغ هيوك في دور كوون دو هون[7]

زوج كانغ يو را، وهو عميل متخفي لجهاز المخابرات الوطنية متنكر كموظف في شركة تجارية. على الرغم من إهماله لأسرته بسبب جدول أعماله المزدحم، إلا أنه زوج يحب زوجته أكثر من أي شخص آخر.
- جانغ نا را في دور كانغ يو را[8]

زوجة كوون دو هون. بعد لقاء به، أنشأت الأسرة المثالية التي حلمت بها طوال حياتها. هي معيلة منزل على أعلى مستوى تحاول حماية أسرتها وتخفي سرًا وراء مظهرها الجميل.
- تشاي جونغ آن في دور أوه تشون ريون[9]

عميلة NIS محترفة وهي أيضًا مسؤول مباشر لتحركات دو هون.
- كيم نام هي في دور تاي جو[10]

ضيف مشبوه غير مدعو زار عائلة دو هوان.

### داعم
- كيم كانغ-مان في دور كوون جي هون[11]

الأخ الأصغر لـ دو هوون
- لي سون جاي في دور كوون وونغ سو[11]

والد كوون دو هون
- يون سانغ-جيونغ في دور لي مي ريم[12]

زوجة جي هوون
- لي تشاي يونغ في دور يون تشاي ري[13]

## المشاهدات
| الموسم | الموسم | رقم الحلقة | رقم الحلقة | رقم الحلقة | رقم الحلقة | رقم الحلقة | رقم الحلقة | رقم الحلقة | رقم الحلقة | رقم الحلقة | رقم الحلقة | رقم الحلقة | رقم الحلقة | المتوسط |
| الموسم | الموسم | 1          | 2          | 3          | 4          | 5          | 6          | 7          | 8          | 9          | 10         | 11         | 12         | المتوسط |
| ------ | ------ | ---------- | ---------- | ---------- | ---------- | ---------- | ---------- | ---------- | ---------- | ---------- | ---------- | ---------- | ---------- | ------- |
|        | 1      | 1013       | 956        | 823        | 674        | 718        | 684        | 690        | 608        | 659        | 690        | 608        | 727        | 738     |

| الحلقات | تاريخ البث    | تقييمات "نيلسن كوريا" | تقييمات "نيلسن كوريا" |
| الحلقات | تاريخ البث    | على الصعيد الوطني     | سيئول                 |
| ------- | ------------- | --------------------- | --------------------- |
| 1       | 17 أبريل 2023 | 4.875%                | 5.786%                |
| 2       | 18 أبريل 2023 | 4.151%                | 4.537%                |
| 3       | 24 أبريل 2023 | 3.719%                | 4.392%                |
| 4       | 25 أبريل 2023 | 2.971%                | 3.031%                |
| 5       | 1 مايو 2023   | 2.884%                | 3.203%                |
| 6       | 2 مايو 2023   | 3.085%                | 3.511%                |
| 7       | 8 مايو 2023   | 3.006%                | 3.372%                |
| 8       | 9 مايو 2023   | 2.940%                | 2.940%                |
| 9       | 15 مايو 2023  | 3.059%                | 3.557%                |
| 10      | 16 مايو 2023  | 3.076%                | 3.717%                |
| 11      | 22 مايو 2023  | 2.888%                | 2.949%                |
| 12      | 23 مايو 2023  | 3.236%                | 3.447%                |
| متوسط   | متوسط         | 3.324%                | 3.732%                |

## الإنتاج
يجمع المسلسل بين جانغ هيوك وجانغ نا را للمرة الرابعة معا.

## روابط خارجية
- الموقع الرسمي
 (بالكورية)
- العائلة: الرابطة التي لا تنكسر على موقع IMDb (الإنجليزية)
- العائلة: الرابطة التي لا تنكسر على موقع فيلمافينيتي (الإسبانية)
- العائلة: الرابطة التي لا تنكسر على موقع قاعدة بيانات الفيلم (الإنجليزية)
- العائلة: الرابطة التي لا تنكسر على هانسينما